# Balma de Comaposada
La balma de Comaposada és una balma que es troba a l'antic terme del castell de Castelladral (Navars, Bages). Fou un habitatge troglodític i manté una construcció en semi-ruïna, més o menys estabilitzada, amb components d'origen probablement medieval. Es troba a uns 450 m al sud-est de la masia de Comaposada, en una fondalada on comença un torrent.
La balma té una llargada considerable, d'una vintena de metres, i la construcció ocupa només una part de l'extrem de llevant. L'habitatge conforma dues estances, separades interiorment per un mur de 5 m de fondària, amb una porta emmarcada amb llindes i brancals de pedra carejada. A l'estança de la dreta hi havia la llar de foc. L'estança de l'esquerra és la que més clarament tenia una funció d'habitatge. La part alta de mur i el sostre de la balma es troben totalment ennegrits pel fum. El mur exterior que tanca la balma, parcialment esfondrat, conserva dues petites finestres. Adossat exteriorment a la paret de ponent es conserven les restes d'un forn de pa. Més a l'oest s'observen excavats a la roca les empremtes de fonaments de murs, que haurien delimitat altres espais de la balma. La balma també tenia un espai per als ramats. On ara el mur és foradat hi havia abans la porta, amb llinda de pedra. Uns 10 metres a ponent hi havia una font on l'aigua brollava de la roca. Se'n conserva encara una pica de pedra, però possiblement es troba fora del seu emplaçament original. Per sobre de la balma hi havia restes de rases i basses que, juntament amb la font, proveïen d'aigua a la Balma.
La construcció de la balma de Comaposada té un aspecte arcaic i podria tenir un origen medieval, però no en tenim constància documental. Sí que hi ha referències documentals de la masia de Comaposada ja al segle XIV, i és possible que la construcció de la balma fos una petita masoveria d'aquesta. En el nomenclàtor de masies de la província de Barcelona dels anys 1861-1862 hi consta una sola balma habitada temporalment, i és la Balma d'en Serra. Segons Rosa M. Obradors, a finals del segle XIX hi havia tres balmes habitades a Navars: la Balma de Canet, la Balma de la Soleia i la Balma de Comaposada. No hi ha constància documental que la Balma de Comaposada fos habitada amb anterioritat però, tal com hem dit, cal considerar que és molt probable.